# Oneta (Lombardia)
Oneta (lombardul: Onéda) település Olaszországban, Lombardia régióban, Bergamo megyében. Lakosainak száma 566 fő (2023. január 1.). Oneta Premolo, Gorno, Cornalba, Colzate, Oltre il Colle és Vertova községekkel határos.

## Népesség
A település lakossága az elmúlt években az alábbi módon változott:
| Lakosok száma | 616  | 598  | 566  |
|               | 2017 | 2018 | 2023 |